# Фантоцці (фільм)
«Фантоцці» (італ. Fantozzi) — кінофільм. Екранізація книг Паоло Вілладжо «Фантоцці» і «Друга трагічна книга Фантоцці».

## Сюжет
Бідний бухгалтер Уго Фантоцці, що працює в компанії «Italpetrolcemetermotessilfarmometalchimica», постійно виступає об'єктом висміювань і зневаги. Через його лиху долю, нещастя сиплються на цю «маленьку людину» як із відра. Але він не сумує.

## В ролях
- Паоло Вілладжо — Уго Фантоцці
- Анна Маццамауро — синьорина Сільвані
- Жижи Редер — бухгалтер Філліні
- Ліо Бозізіо — Піна, дружина Фантоцці
- Плініо Фернандо — Маріанджелла, донька Фантоцці
- Джузеппе Анатреллі
- Паоло Паоліні — директор Мегафірми

## Цікаві факти
- Доньку Фантоцці Маріанджеллу насправді зіграв коротун зі штучним носом Плініо Фернандо (окрім фільму «Повернення Фантоцці», де цю роль виконала актриса Марія Крістіна Макка (іт. Maria Cristina Maccà)).
- Згодом було знято десять фільмів-продовжень про Уго Фантоцці.
- Бухгалтер Філліні у виконанні Жижи Редера є пародією на великого італійського кінорежисера Федеріко Фелліні. Про це говорять як схожість прізвищ, так зовнішній вигляд героя. Хіба що у Фелліні форма голови була трішки іншою.
- У одному з фільмів Фантоцці та Філліні використовують український прапор замість вітрила в човні. Відразу після цього човен тоне.